# 馬公風櫃尾荷蘭城堡
風櫃尾荷蘭城堡，明代奏章作彭湖城:219，1623年荷蘭文報告寫作，直譯為澎湖堡壘，是位於台灣澎湖縣馬公市風櫃里俗稱「蛇頭山」的小半島上的一個城郭遺址。1622年（明朝天啟二年）8月2日（格里曆），由荷蘭東印度公司築建，在1624年（天啟四年）九月間拆毀夷平。
此後荷蘭城堡舊址所在的蛇頭山僅剩土垣與濠溝，陸續為大明帝國、東寧王國、大清帝國、日本帝國和中華民國作為軍事用地，2001年11月21日公告為中華民國的市定古蹟，於文化部文化資產局的登錄名稱為馬公風櫃尾荷蘭城堡。

## 荷蘭東來

17世紀荷蘭東印度公司經略版圖。

荷蘭所在的尼德蘭地區原屬西班牙統治，在十六世紀時不僅已是歐洲商貿高度發達的地區，其造船技術和造船業亦十分蓬勃。約莫於1560年代，荷蘭地區不滿西班牙菲利普二世高壓統治，自行籌組聯合省共和國，並在1648年（南明永曆二年、清順治五年）正式獨立。:94-95
荷蘭在本土與西班牙帝國（伊比利聯盟，包括西班牙、葡萄牙）進行獨立戰爭，在海外亦與其征戰，並未停下海外商貿的腳步，不過相對於葡萄牙在1526年（明嘉靖五年）開始經略澳門，西班牙在1565年占領菲律賓、1571年控制馬尼拉，荷蘭人直到1595年才第一次派遣艦隊前往東印度。荷蘭鑒於商船造價高昂、成本昂貴，且航行風險高，民間獨立船隊如遠方貿易公司（荷蘭語：Compagine van Verre）、老牌公司（荷蘭語：de Oude Compagine）等無力對抗西班牙和葡萄牙人在南洋的勢力，荷蘭國家議會遂決意聯合各家公司船隊，在1602年3月20日正式成立「荷蘭東印度公司（荷蘭語：Vereenigde Oostindische Compagnie，VOC，聯合東印度公司）」。
荷蘭曾於1601年（明萬曆二十九年）進攻澳門、但遭葡萄牙人擊退。荷蘭東印度公司成立後，1603年（萬曆三十一年）荷蘭再度捲土重來，派出艦隊總司令韋麻郎（荷蘭語：Wybrand van Warwijck）進攻澳門，經過將近一年的航行，仍於1604年（萬曆三十二年）6月不敵據守澳門的葡萄牙人。

### 初占澎湖

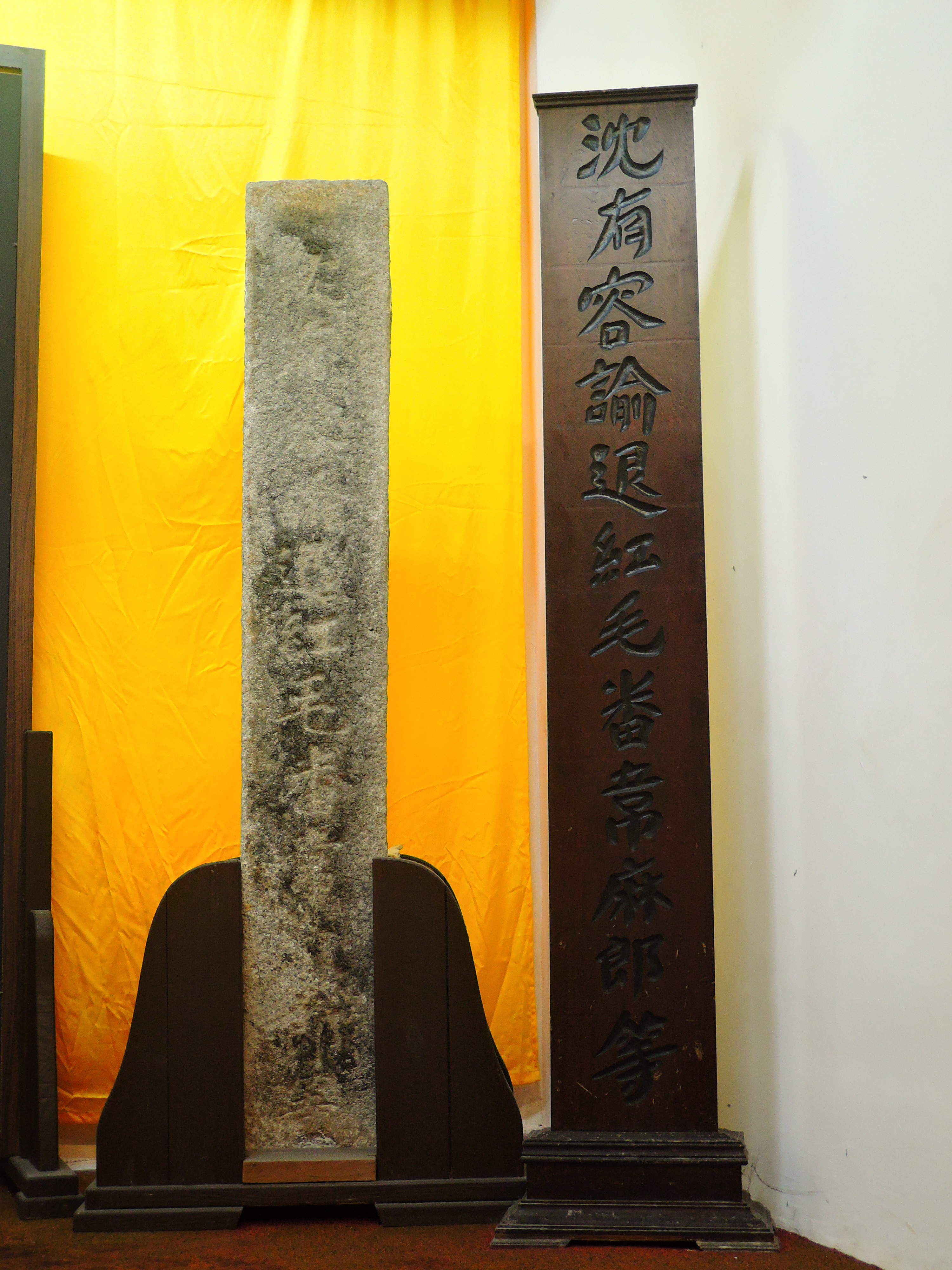
「沈有容諭退紅毛番韋麻郎等」石碑。

兩次攻澳門失利後，東印度艦隊指揮官韋麻郎聽從漳州海澄商人李錦與潘秀的建議，於1604年8月7日占領澎湖。（又根據甘為霖筆記，《荷蘭時代的福爾摩沙》卻寫，韋麻郎艦隊來到澎湖的原因是因為前往澳門途中，遭遇暴風雨，才漂流至澎湖本島的馬公港:63）明朝政府在澎湖原設有「澎湖遊兵」汛守，但僅每年春、冬有駐兵，夏季正逢遊兵收汛時節，因澎湖島上並無駐軍:91，韋麻郎不費一兵一卒即登上澎湖，向明國官員請求貿易。後浯嶼水寨指揮官沈有容親赴澎湖，會談中多次對韋麻郎施壓:184、189-190，承諾只要荷方離開澎湖，就可以開始貿易談判，又建議荷方可改前往東南東方的島嶼，韋麻郎等總計在澎湖停留131日，明國官員承諾的貿易談判並未實現，最終只得在1604年12月15日離開澎湖。此事件亦是澎湖首次被西方勢力占領的紀錄，今澎湖天后宮存有「沈有容諭退紅毛番韋麻郎等」石碑作為輔證。:40:100-101
1609年，公司於日本平戶設立商館，更加需求取得鄰近中國的貿易據點。1613年，平戶商館館長布魯瓦認為應在台灣設立據點，以作為對中國–日本絲綢貿易間的轉運站。

### 總督顧恩

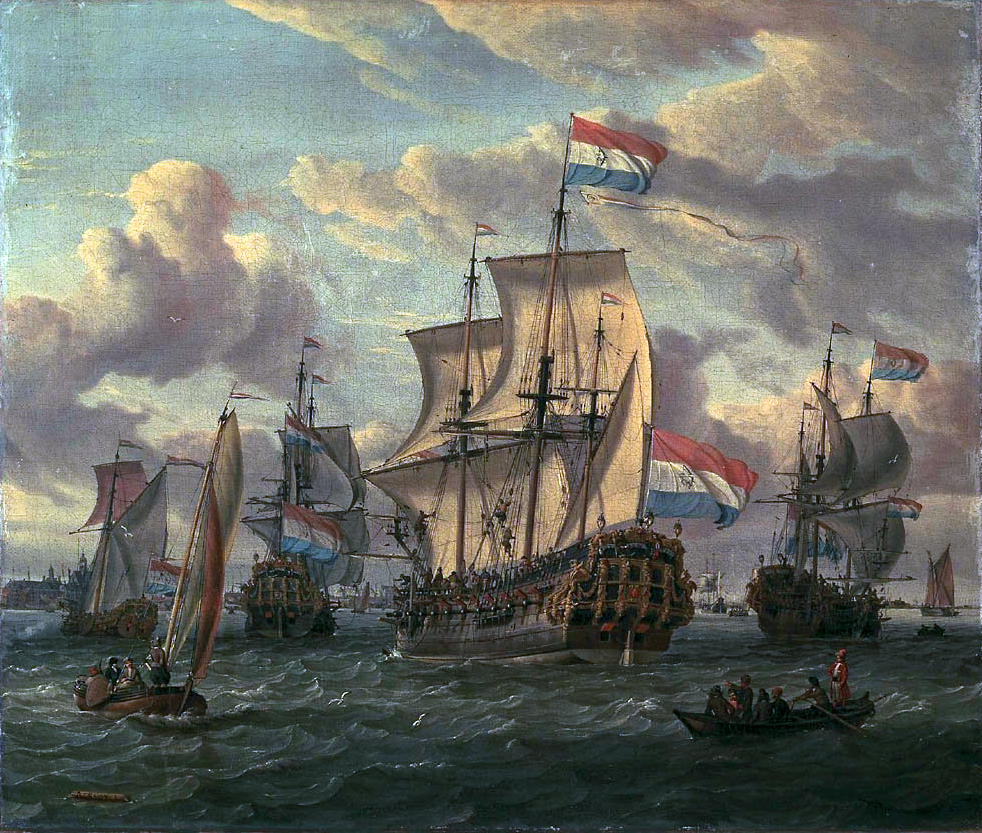
荷蘭東印度公司（VOC）艦隊。

1618年4月30日，來自霍倫的顧恩（荷蘭語：Jan Pieterszoon Coen，1587年－1629年）受命出任荷蘭東印度公司第四任總督。顧恩甫上任便面臨英國與爪哇王室搶奪東印度區域貿易利益的挑戰，雙方展開超過一年的鏖戰，後荷蘭順利於1619年7月底重挫英國艦隊，並得以掌控麻六甲海峽以東至摩鹿加群島間的海域，將原貿易據點雅加達改名為巴達維亞（荷蘭語：Batavia (Nederlands-Indië)，荷蘭的羅馬名，今印尼雅加達），設立總督府，以為東印度公司總部、東亞貿易的行政中心。為了開發巴達維亞以及汲取更豐碩的利潤，顧恩開始招募更多奴工（對象包括非洲東岸、印度半島、大明帝國等）。隨後荷蘭與英國合作對抗葡萄牙與西班牙，致使在菲律賓的西班牙人，也考慮占領台灣，以保護其貿易路線。1622年，荷蘭由擄獲的西班牙船隻得知其占領台灣的意圖，乃決定先發制人。由於董事會一再要求顧恩與明朝政府貿易，儘管先前明國屢次拒絕，顧恩決定以武力打通貿易管道，並且企圖在海上打擊與荷交戰中的西班牙、葡萄牙貿易管道，在1622年4月兵發中國東南沿海，企圖打下葡萄牙人占領的貿易口岸澳門。:101-107如果無法達成，澎湖或台灣也是良好的地點，可以阻絕西班牙人由馬尼拉到明國與日本的貿易路線。

### 二占澎湖
1622年4月19日，顧恩任命雷爾生（？－1625年）擔任此次出征澳門的艦隊指揮官，於4月20日啟航，總計率領16艘船隻（兩艘英國船）和1300名士兵於6月22日抵達澳門，但葡萄牙人挾大砲優勢擊敗雷爾生艦隊，荷方總計136人陣亡、124人負傷，40人被俘虜。作戰失利之後，雷爾生奉顧恩訓令駛往澎湖媽宮港，途中雖遭遇十艘左右的明朝武裝帆船，但皆無任何衝突，此次澎湖仍無明朝官兵駐守，雷爾生所乘坐的船艦遂順利於1622年7月11日登陸澎湖。:107-108
又根據荷蘭東印度公司的瑞士籍傭兵利邦上尉（法語：Capitaine Élie Ripon）日誌，利邦乘坐船艦則於7月5日夜晚抵達澎湖，翌晨先行探勘地形。:109

## 荷方築城

### 決議築城

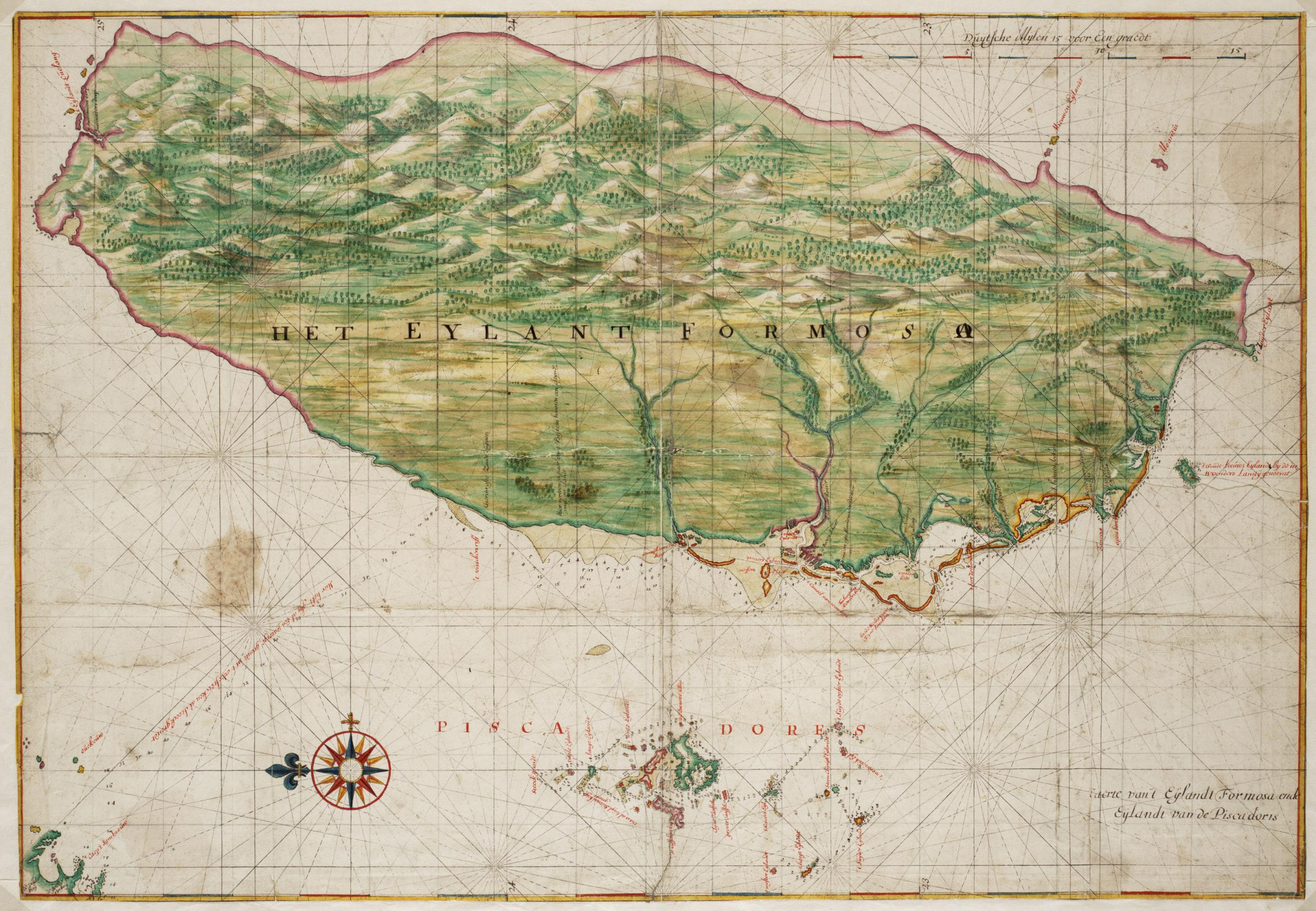
17世紀，荷蘭東印度公司所繪製的福爾摩沙暨澎湖地圖。

雷爾生1622年7月11日抵達澎湖紅木埕，於當地上岸後開始評估建立長期據點。雷爾生於7月26日遵照顧恩指令，以50里爾聘請澎湖漁夫做嚮導，於7月27日親赴打狗（今高雄）、大員（今台南安平）等地實地勘察、實際測量水深、尋找便於船隻停泊之良港，7月31日返回澎湖。:108-109
當時荷蘭慣於占領新地區建造城砦:115，故雷爾生返回澎湖後，8月1日即召開會議評估築城地點，儘管雷爾生反對，最後評議會根據三個理由擇定澎湖：第一，地緣上澎湖較接近中國大陸，貿易較便利；第二，澎湖的港口條件優於大員（台灣本島），便於大型船艦停泊，而大員水淺，大船不便停泊；第三，大員較容易遭到以馬尼拉為據點的西班牙艦隊襲擊和攔截。8月2日公司開始在媽宮風櫃尾的蛇頭山築城。:109-110

### 正式築城
1622年8月2日，荷蘭東印度公司開始築建澎湖的堡壘，擇址風櫃尾蛇頭山，約於12月間完成3個稜堡，次年1623年6月，因颱風豪雨導致城牆損壞，根據翁佳音〈澎湖紅毛城的歷史〉一文，風櫃尾城具備完整防衛能力、正式完工時間，約莫在1623年9月間，然而即便竣工，風櫃尾城仍屢遭風雨侵蝕，時時需要補修。
1623年，雷爾生決定派人前往在去年7月探查過的台灣，3月27日特派商務官與2艘船艦前往大員視察商業實況，駐紮該地。雷爾生決定在大員興建城砦，10月25日，派遣利邦上尉率領16名士兵、34班達奴工前往台灣築城，27日在大員停泊，城砦地點設在大員海灣入口南側無人沙洲上。首先與當地原住民目加溜灣社（Backloun）接觸，贈與禮物，起初族人協助荷蘭人進入森林砍樹築城，隨後進入蕭壠社亦歡迎荷人，然當時當地勢力最強的麻豆社不滿為何沒有收到和目加溜灣社一樣的禮物，每天來質問為何來砍樹，數周後在得知是為了蓋堡壘之後，聚集300–400名傳統武裝戰士攻擊荷蘭人，雙方各有數人死傷。儘管受到攻擊暫時撤離，約莫於同年11月間完工。次年1624年，明朝艦隊圍攻風櫃尾城（即風櫃圍城戰），荷軍在澎湖只餘3艘船210名船員、城上守軍125名，雷爾生鑑於無力守衛兩地、但至少保全一處堡壘的前提，於3月19日下令拆除大員堡壘，將台灣的2艘船艦、124名兵力調返風櫃尾城增援。:122-123、133:41-47:11-12

### 擇址
台灣學者翁佳音對於指揮官雷爾生取蛇頭山、捨媽宮澳（今馬公港，即澎湖天后宮所在地）築城表示疑惑，特別是蛇頭山風勢強勁，媽宮澳上下岸裝卸貨物較為便利、避風程度較高的條件下。:42
根據翁佳音推測，風櫃尾城是荷蘭東印度公司暫時性據點，其主要目的仍是尋找和明朝政府通商更接近的貿易據點。由於媽宮澳處仍有少數漢人聚落，以及低度的明朝官府設施，荷蘭方採取不干涉當地政治社會運作的立場，所以選擇於人煙稀少的風櫃尾築城；且地理位置上，風櫃尾位於媽宮澳西南側，與媽宮港隔海相對，盤據蛇頭山亦保有監控媽宮港船隻進出的優點。:42

### 建材
根據荷蘭東印度公司記錄，巴達維亞的總部下令建築一切從簡，並「不要蓋得太大，以免造成公司財務負擔」，消極供應堡壘所需的石灰、磚石等建材，故風櫃尾城蓋得十分克難，大部分建材皆是就地取材。:42-45
瑞士籍傭兵利邦也曾參與築城工程，他於日誌寫道：「建材以土為主，一層土、一層草，...。如果不下暴雨的話，這座堡壘是很堅固耐久的。」除了堡壘外牆之外，亦建造四座稜堡（荷蘭語：bolwerk、punt），每座稜堡皆設架有六門火砲，兵房、守衛室、軍火庫和庶務庫部分則支解Galiasse號船艦、以其零件建造。:109-110整體工程至1623年9月才大功告成。

### 糧食與奴工
澎湖土地貧瘠，除了漁獲之外，糧食仍然不足；公司為封鎖明國與西班牙間的貿易，約莫自1622年7月起，陸續在中國東南沿海委託敵對勢力的海盜集團打劫前往馬尼拉的船隻（當時荷蘭法學者認為，打劫與交戰敵國西班牙貿易的船隻貨品是符合海事法的，稱為私掠），荷方又發現明方違反協議仍持續出航與馬尼拉貿易。隨後明軍佯稱願意談判卻下毒、俘虜、殘殺談判中的商務官代表，明軍亦拒絕釋放或交換俘虜，稱一千個漢人也不換一個荷蘭俘虜，為了報復，荷軍上岸燒毀村莊、掠奪物資及牲口，並抓了大量漢人赴往澎湖充作奴工修復在1623年6月間被颱風損壞的城砦，總數約1,400人至1,500人。由於生活環境不佳，建城期間不斷有奴工病死和餓死。:44同年12月風櫃尾城完工之後，剩下的漢人奴工被運載去印尼萬丹，轉賣作當地商人的奴隸。:110-112

### 規制
風櫃尾城為正方形，長寬均約55公尺，四角設有稜堡，四個稜堡上共有29 門大砲。土垣高約7公尺，舖有草皮，面向半島的土垣外側以石料及石灰築成，並且有一道防禦壕溝；面向海的三面土垣外側則以來自日本、巴達維亞及拆卸船隻之木板圍成。堡壘內部有司令官住所、營舍等建築物。
根據1623年，船長恩格爾斯（荷蘭語：Theunis Jacobsz Engels）奉指揮官雷爾生之命，撰寫關於風櫃尾城的報告，記述如下：
| 標記    | 標記    | 方位 | 荷文名稱 | 通稱 | 高度 | 地點 | 荷文批註與中文備註 | 圖片 |
| ------- | ------- | --- | --- | --- | --- | --- | --- | --- |
| 說明    | 說明    | 此圖例為船長格爾斯描述關於風櫃尾城的報告書，呈交於1623年9月份，製圖者為簡·詹森·維瑟。（圖片上端指向東方） | 此圖例為船長格爾斯描述關於風櫃尾城的報告書，呈交於1623年9月份，製圖者為簡·詹森·維瑟。（圖片上端指向東方） | 此圖例為船長格爾斯描述關於風櫃尾城的報告書，呈交於1623年9月份，製圖者為簡·詹森·維瑟。（圖片上端指向東方） | 此圖例為船長格爾斯描述關於風櫃尾城的報告書，呈交於1623年9月份，製圖者為簡·詹森·維瑟。（圖片上端指向東方） | 此圖例為船長格爾斯描述關於風櫃尾城的報告書，呈交於1623年9月份，製圖者為簡·詹森·維瑟。（圖片上端指向東方） | 此圖例為船長格爾斯描述關於風櫃尾城的報告書，呈交於1623年9月份，製圖者為簡·詹森·維瑟。（圖片上端指向東方）                | 此圖例為船長格爾斯描述關於風櫃尾城的報告書，呈交於1623年9月份，製圖者為簡·詹森·維瑟。（圖片上端指向東方） |
| A       | A稜堡   | 南 | punt A | Teunisooms 或Zierickzees                                                                                              | 24荷呎 | | 曹永和將之譯為叔稜角。 | |
| B       | B稜堡   | 西 | punt B | Capiteyn | 22荷呎 | 面向外海 | Capiteyn為荷語指揮官之意 | |
| C       | 空地    | 西南 | | | | | 放置薪材、必需品，建有一座穀倉。 | |
| D       | D稜堡   | 北 | punt D | Delft punt | 5或6荷呎 | | - D稜堡直接在土丘山壁上敲鑿而成，工程嚴峻。 - D稜堡外側能停泊三艘大舟，內側建有半月堡。 - D、E稜堡連結的城垣外側十分陡峭，攀登不易。 | |
| E       | E稜堡   | 東 | punt E | 不詳 | 不詳 | 面向媽宮內灣 | - D稜堡直接在土丘山壁上敲鑿而成，工程嚴峻。 - D稜堡外側能停泊三艘大舟，內側建有半月堡。 - D、E稜堡連結的城垣外側十分陡峭，攀登不易。 | |
| F       | F       | F | Daer F | Daer F | Daer F | 風櫃尾城外 | 預計挖護城旱溝（呈交報告時尚未挖）                                                                                                   | 預計挖護城旱溝（呈交報告時尚未挖）                                                                                    |
| G       | G       | G | Daer G | Daer G | Daer G | 約今青灣 | 漲潮時水深10至12呎。 | 漲潮時水深10至12呎。                                                                                                  |
| H       | H       | H | Daer H | Daer H | Daer H | 約今井垵 | 鄰近紗帽山，此處有供水用井。（但水質不佳）                                                                                           | 鄰近紗帽山，此處有供水用井。（但水質不佳）                                                                            |
| I       | I       | I | | | | 井仔垵山和豬母水山間                                                                                                  | 牛畜最佳的牧場，可放養百餘頭牛。 | 牛畜最佳的牧場，可放養百餘頭牛。                                                                                      |
| K（北） | K（北） | K（北） | Daer K | Daer K | Daer K | 約今石泉、菜園 | 有淡水井，澎湖水質最佳之處，退潮時可派小船來取。已有漢人聚落。                                                                       | 有淡水井，澎湖水質最佳之處，退潮時可派小船來取。已有漢人聚落。                                                        |
| K（南） | K（南） | K（南） | Daer K | Daer K | Daer K | 約今雞母塢山、五德 | 淡水甚少，幾近沒有。 | 淡水甚少，幾近沒有。                                                                                                  |
| L       | L       | L | Tempel van de Sineesen                                                                                                | Tempel van de Sineesen                                                                                                | Tempel van de Sineesen                                                                                                | 今澎湖天后宮 | 漢譯為漢人小廟。 | 漢譯為漢人小廟。 |

## 明荷戰事

福建沿海與諸島嶼地圖。

### 廈門前哨戰
荷蘭東印度公司於1622年8月2日起造風櫃尾城，期間除打劫中國東南沿海前往馬尼拉的船隻，亦不斷尋求補給和貿易機會。根據首席商務員梅爾德特（荷蘭語：Johan van Melderd）回憶，他甫至澎湖，便被派去廈門交涉通商事宜，似因未送禮而被當地官員刁難，要求他進行下跪叩首之禮才肯與之會談，後又被打發回澎湖等候通知，自此毫無音訊。:111、115
1623年1月中旬，雷爾生再偕梅爾德特赴往廈門和當地官員交涉，由於廈門官員不敢擅作主張，遂將雷爾生引薦至福州，拜訪時任福建巡撫商周祚。1月23日，雷爾生與商周祚在福州商議，並做出「停火一年」、「荷方必須撤出澎湖」、「同意荷蘭東印度公司在明國領土以外的大員（台灣本島）和明朝政府進行貿易」等初步協議；然而商周祚的奏摺上是奏稱：不許在我內地開互市，諭令荷人速離彭湖，揚帆歸國，如果藉口等待季風無法出航，也必須退出海外別港，不為明海軍汛守之地，選擇方便的港口以等待季風。並無同意在領土以外進行貿易、也沒有在尋找新地點期間可在澎湖等待的說法（後來荷蘭人認為明國一再違反協議，福建官員藉口是通譯誤譯）。但1623年（天啟三年）夏季，福建巡撫商周祚被撤換，由南居益接替，對荷政策轉趨強硬，召集兵勇於金門、廈門海域操練。:111-112
1623年9月底，南居益下令福建沿海戒嚴；雷爾生則寄信予福建當局，提出「第一，與明朝政府自由貿易」、「第二，明朝商船不得前往馬尼拉（西班牙人根據地）交易」之兩項權利，同時聲明若拒絕兩項提議，則向明朝政府宣戰。荷蘭人認為明國官員一再違反談判的協議，9月13日澎湖評議會決議對明動武，商務員福朗克（荷蘭語：Christiaan Francx，又譯法蘭西斯尊）率五艘船艦進發福建，10月25日出發前往漳州河（即九龍江西溪支流），仍致信給廈門官員，希望能和平談判，明朝官員謊稱願意和荷方協商，誘騙福朗克等在鼓浪嶼簽署協議，佛朗克依約於11月14日率領兩艘船艦駛入廈門。在11月17日協議期間，協商代表的飲食中遭下毒，福浙總兵官謝弘儀:226一舉擒獲福朗克等三十餘人，是夜守備王夢熊率六、七艘載滿火藥的帆船衝撞荷蘭艦隊，其中木登號（荷蘭語：Muyden）被燒毀，伊拉斯穆斯號（荷蘭語：Erasmus）順利逃脫，而談判代表商務員福朗克押送北京處死，荷方總計8人被殺，52人被俘虜。荷方要求交換俘虜，明軍拒絕，稱一千個漢人也不換一個荷蘭俘虜，為了報復，此事件之後，荷軍燒殺掠奪中國沿海諸島，直到年底。:112:110-112而擄來的漢人被強迫赴往澎湖充作奴工修建城砦，堡壘完工後，由於明方拒絕荷方以1000人換1人，剩下的漢人奴工被運載去印尼萬丹，轉賣為奴隸。

### 明軍攻城
根據利邦回憶錄所述，明軍於1624年1月12日之前，便已有3000人從吉貝嶼進入澎湖海域，於澎湖「北面島」築城:132（築城地點為頂山嶼鎮海港，即今白沙鄉鎮海村）；1624年2月8日（天啟四年正月初二），明軍於築造石城同時發動攻擊，守備王夢熊率軍進攻澎湖風櫃尾城，逼荷蘭軍退守城內，此為明軍第一次攻擊；間隔未久，明軍對風櫃尾城發動第二次攻擊，但日期不詳，總計明軍兩次攻擊行動皆未打下風櫃尾城。

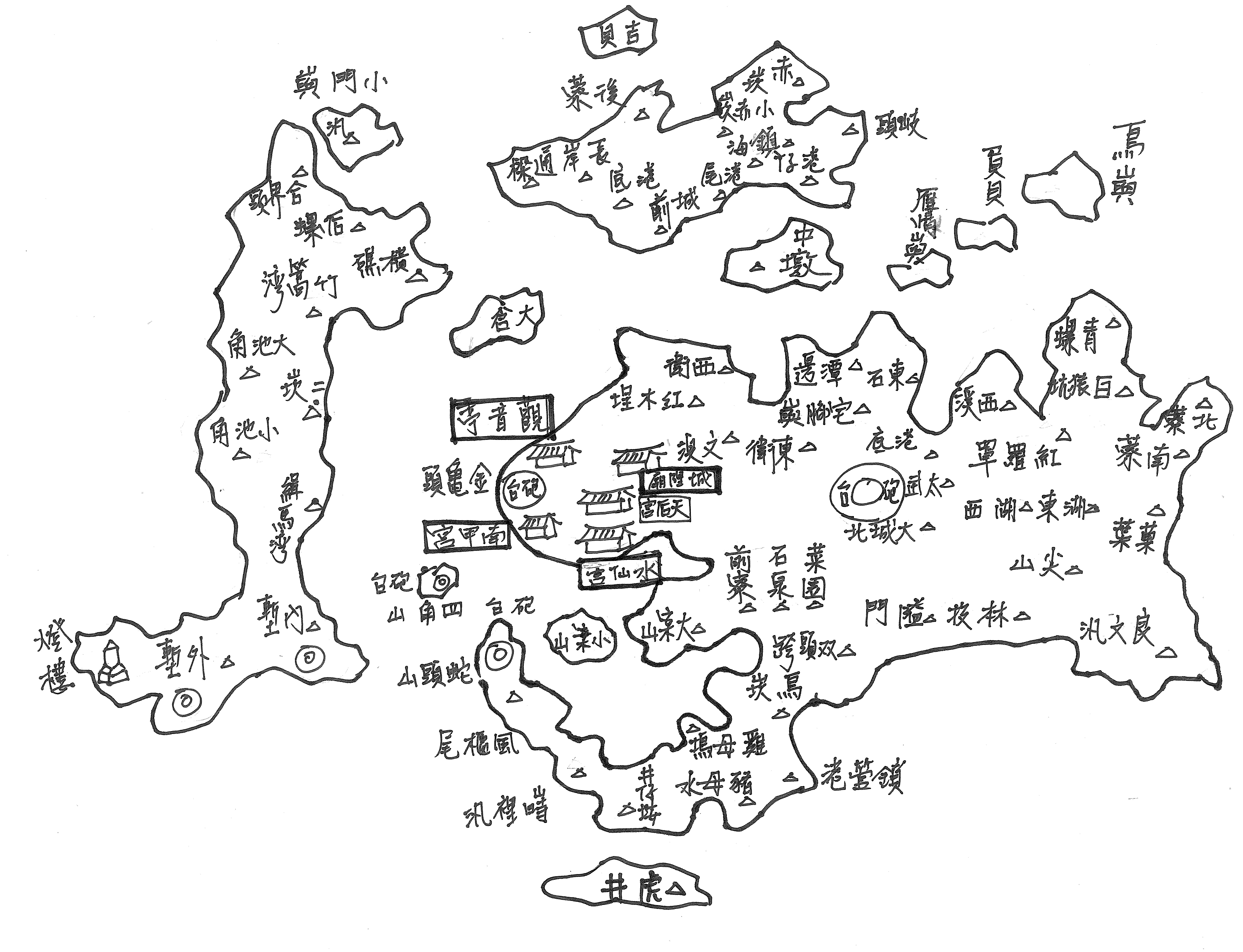
澎湖早期輿圖。

1624年3月下旬，風櫃尾城指揮官雷爾生召回派守大員堡壘的軍士，26名成員在3月28日返回澎湖，包括傭兵利邦在內；利邦曾在3月30日率兩艘快艇、三艘帆船進攻明軍的鎮海堡壘，在僅剩一砲距離時卻遇退潮，快艇擱淺沙洲達六小時，漲潮後才脫困，安然返回風櫃尾城。:133

### 李旦調停
李旦（天主教名：Andrea Dittis（拉丁語），？－1625年）為泉州海商暨海盜，久居日本平戶，以「中國甲必丹」之名廣為人知；西班牙則在1565年占據菲律賓，1571年占領擁有華人社區的馬尼拉，利用馬尼拉華人牽線、囤積貨物，並傳揚天主教福音，集中管理不信奉天主教的華人甚至加以屠殺，李旦在馬尼拉的財產也因此被西班牙人侵占，只得逃往日本，另起爐灶。:28-29
李旦因自身和西班牙之恩怨，外加福建巡撫南居益押扣李旦心腹許心素的兒子，故李旦接受許心素請託，也為兼顧自身貿易利益，如明荷交戰致海疆封鎖有損其利益，藉荷蘭和西班牙長期夙怨發揮，在1624年（天啟四年）出面調解明朝和荷蘭之間的糾紛，力勸荷蘭方退出澎湖、前往大員（台灣本島）。:114
1624年5月10日，李旦來到澎湖風櫃尾，並帶兩名使者與荷蘭方和談，雙方展開談判和起草合約，往來約花了一個月，期間荷蘭方對李旦懷有戒心，並未讓李旦等進入風櫃尾城內。1624年6月6日，李旦赴往大員，荷蘭方也隨之派船艦去大員交易生絲，期間雖與明國軍方對峙，也仍和明國民間的商船進行貿易。:132-134

### 明軍圍城
1624年6月22日（天啟四年五月初七），時任福建南路副總兵官俞咨皋、福建水師提標遊擊劉應寵帶來第三梯軍隊抵達澎湖。:2276月24日（五月初九），明軍在娘媽宮（澎湖天后宮）布置火砲，跨海對準風櫃尾城，又準備火舟四散蒔上澳（清領時期嵵裡澳），包圍風櫃尾城，一時之間，風櫃尾城遭到三側（北、西、南）包圍，連汲水和取薪材的途徑都被阻斷，只餘數艘船艦與800多名士兵的指揮官雷爾生只得向巴達維亞總部發送求援信函。:114
1624年8月1日，明軍在鎮海堡聚集人數已達4,000人，船150艘。明軍為增加武備，又於紅木埕處築城，搭建砲台，即文澳天啟城。同一時期，宋克（荷蘭語：Maarten Sonck，？－1625年）來到澎湖，接替雷爾生出任澎湖風櫃尾城的指揮官，在8月4日正式完成交接，雷爾生隨即離開澎湖。:135
8月中旬，新任指揮官宋克眼見明軍人數來到1萬人，船200艘，業已做好三路進攻風櫃尾城的布置，便派人求見俞咨皋，請求談判。:114

### 停戰協議

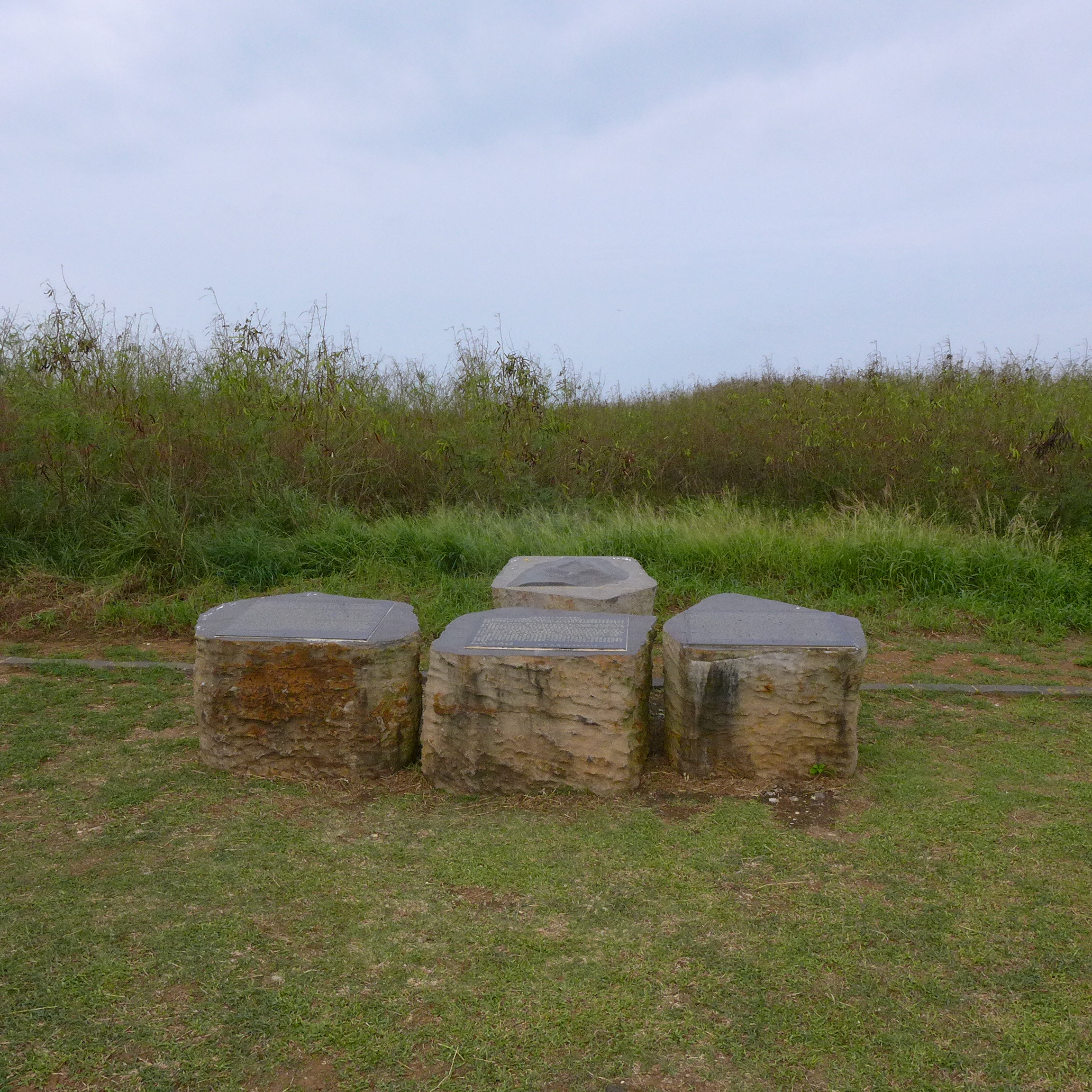
風櫃尾荷蘭城堡解說牌，約堡壘中央廣場所在。

1624年8月中旬，李旦受俞咨皋之命，再度來到澎湖風櫃尾和荷蘭方交涉，提出「荷蘭必須離開澎湖、當局同意荷蘭在大員和明朝政府交易」之條件。1624年8月18日，荷方召開內部評議會，同意撤離澎湖。8月22日，荷方和俞咨皋簽署協議，承諾於20日內退到大員（台灣本島）。:114
根據利邦記述明朝政府與簽署合約內容，簡述如下：:135-136
1. 荷蘭東印度公司成員必須離開澎湖，前往大員。
2. 除非風浪飄抵意外，荷蘭東印度公司船艦不准再進入中國海岸。
3. 明方同意每年派商船前往巴達維亞和大員交易。
4. 明方不得擅自派船前往馬尼拉（西班牙勢力）交易，若被荷蘭東印度公司發現，公司可自行處置違約商船。
5. 雙方互有海盜被逮，應維持活口；明方海賊若被荷蘭東印度公司捉捕，必須送去李旦處，交由李旦處理。
6. 明方商船若賣假貨被逮，荷蘭東印度公司有權自行處置，明朝政府不得置喙。
7. 釋放雙方俘虜。
8. 因戰事而起的賠償費用，雙方自行抵銷。
9. 此協約自風櫃尾城完全拆毀、荷蘭東印度公司人員全數撤退才正式生效。

### 拆城
1624年8月24日，荷方再度召開內部討論，商議是否拆除澎湖風櫃尾城，研議後定案拆除，並於8月26日動工拆城。8月30日長官宋克先行啟程前往大員，在3月拆毀的城砦原址開始興建堡壘，即後來的熱蘭遮城。9月10日，明朝軍方主動派兩、三百名工人來澎湖，表達協助拆城的意願。根據參與風櫃尾城拆除工程的利邦記述，他本人帶著200名帶槍士兵，守衛在堡壘中央的廣場，隨時監看明軍動靜。9月13日，風櫃尾城大門和其他工事拆毀後，利邦曾下達口令「奉上帝之名」，在9月14日下達夷平堡壘前最後一道口令「伯恩」。9月16日，利邦等率眾扛著國旗，一邊擊鼓、一邊拿著火繩，在明軍士兵的注視下走出拆毀的風櫃尾城，搭上快艇「波墨仁號（荷蘭語：Pormoren）」，全數離開澎湖，航向大員，與8月底先行前往大員的長官會合:136-137，開啟台灣本島自1624年至1662年的荷蘭統治時期，首任台灣長官（荷蘭語：Gouverneur van Formosa）即為原澎湖風櫃尾城的指揮官宋克。
此外，荷蘭東印度公司將風櫃尾城拆除下來的材料運至大員，做為補強熱蘭遮城直接受季風吹襲的東北角建材。

## 後續

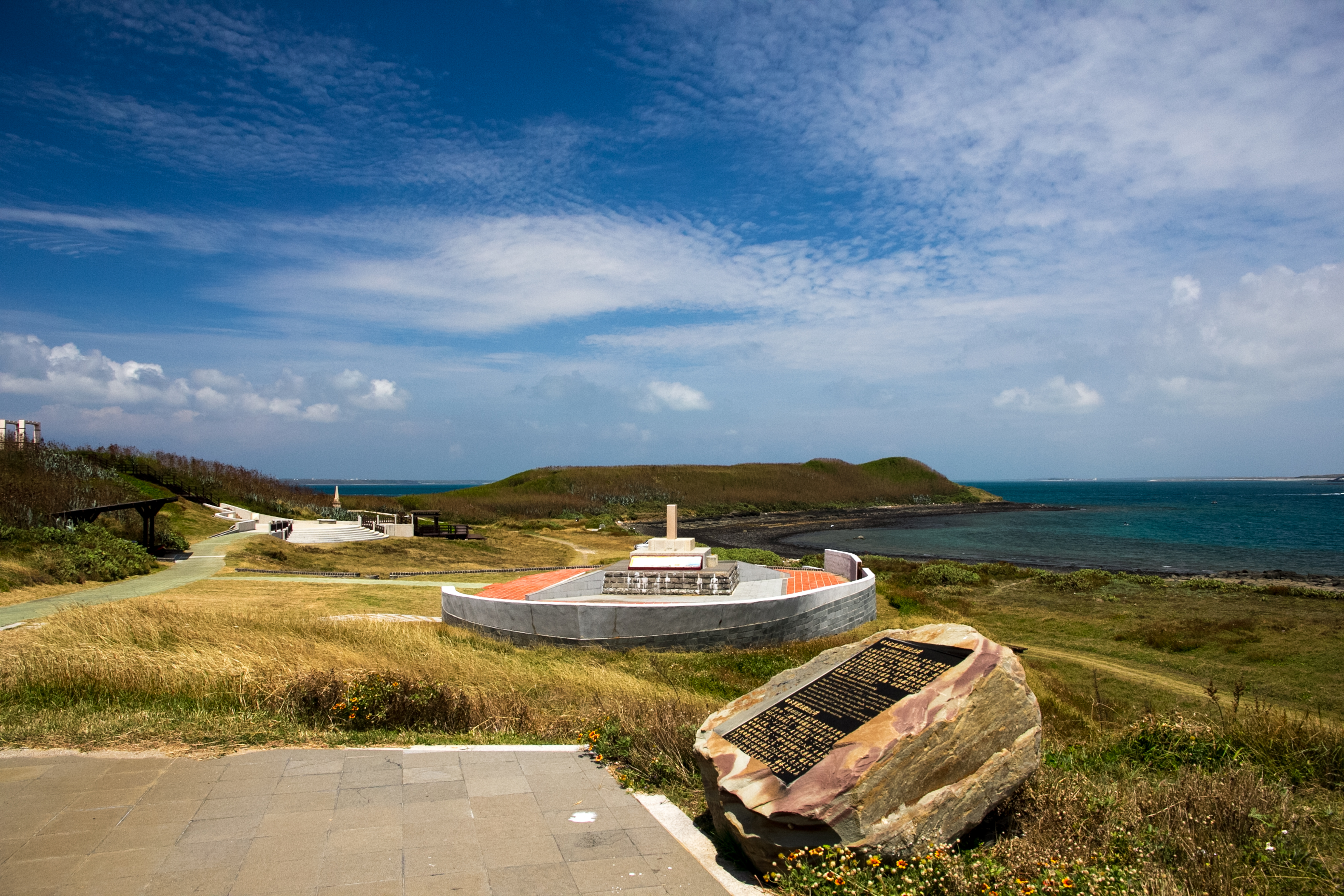
馬公風櫃尾荷蘭城堡遺址，遠方為蛇頭山，近處有澎湖法軍殉職紀念碑、軍艦松島殉難將兵慰靈碑，攝於2013年。

曾於明朝任官的沈鈇在1624年（天啟四年）上書〈為處置彭湖啟基善後永固敏疆事〉，文中稱「紅夷」（即荷蘭方）雖潛撤大灣（即台灣本島），但為求彭湖長治久安，獻上六策：一、專設遊擊一員鎮守彭湖；二、招募精兵兩千餘名環守彭湖外海；三、造大船、製火器；四、招兵民開墾彭湖，以助糧食；五、設公署營房；六、議通東西洋呂宋之商船，已備緩急。:219-222惟出兵為驅離早已同意協議的荷蘭人至台灣，耗軍費達十七萬七千餘兩，財政陷入困境，未能採納，此議不了了之。
城跡所在的蛇頭山後陸續為大明帝國、東寧王國、大清帝國、日本帝國和中華民國作為歷代的軍事用地，2001年11月21日公告為中華民國的國定古蹟，開放為觀光用途。

### 冥軍桌
荷蘭東印度公司建城所在的蛇頭山，風櫃尾人俗稱「死番仔城」，除1624年和明軍交戰陣亡的荷蘭外籍士兵外，1885年（光緒11年）法國海軍孤拔發動澎湖之役率艦占領澎湖期間，約莫200至300名、染霍亂病死的兵士皆埋葬於此；又1908年（明治41年）4月30日，日本海軍的松島艦在風櫃海域意外爆炸，艦上222名人員死亡或失蹤；風櫃當地居民唯恐外國軍馬的鬼魂騷擾，每年農曆七月皆會舉辦「冥軍桌」的普渡活動，延請風櫃溫王殿的「溫主公」主持，普渡陣亡於蛇頭山的外國兵士，迄今已延續百年。

## 大事紀
| 年份   | 日期                                             | 記事 | 備註 |
| ------ | ------------------------------------------------ | --- | --- |
| 1622年 | 6月24日                                          | 荷蘭東印度公司艦隊進攻葡萄牙人據守的澳門失利，指揮官雷爾生率艦前往澎湖。 | |
| 1622年 | 7月5日夜                                         | 荷蘭東印度公司先遣部隊抵達澎湖，開始勘查地形。 | |
| 1622年 | 7月11日                                          | 指揮官雷爾生抵達澎湖。 | |
| 1622年 | 7月底                                            | 7月26日雷爾生親自前往台灣各海岸線實地勘察測量，31日返回澎湖。 | |
| 1622年 | 8月2日                                           | 8月1日召開評議會決議在澎湖建城，次日開始築造風櫃尾城。 | |
| 1622年 | 9月29日                                          | 指揮官雷爾生前往漳州，向福建巡撫商周祚提出通商要求，但被拒絕。 | |
| 1622年 | 10月                                             | 荷蘭東印度公司船艦在浙、閩、粵沿海進行封鎖和騷擾，劫掠前往馬尼拉貿易的商船。 | 公司帆船金獅號登上拉美島取水，船長、商務官、部分船員遭殺害。 |
| 1622年 | 11月底                                           | 廈門守軍不堪侵擾，主動聯絡荷蘭東印度公司，希望重啟談判。 | |
| 1622年 | 12月                                             | 風櫃尾城完成3個稜堡。 | |
| 1623年 | 2月22日                                          | 商周祚和雷爾生在福州會面。 | 商周祚同意對荷貿易，但前提是荷方需撤出澎湖。雷爾生表示撤離澎湖必須請示巴達維亞總部，並提出不得與西班牙人貿易的要求。 雙方在協議期間，福建巡撫商周祚在夏季被撤換，改由南居益出任福建巡撫。 |
| 1623年 | 3月                                              | 派令商務官前往大員駐紮，探查當地情況，進行貿易。 | |
| 1623年 | 6月                                              | 遭颱風毀損，內外城壁倒塌。 | |
| 1623年 | 9月                                              | 風櫃尾城正式竣工，具備較完整的防禦能力。 | |
| 1623年 | 10月5日                                          | 福建官方謊稱願意和荷方協商，誘騙相約於廈門協商，福建官方派死刑犯充作官員，在協商代表飲食中下毒，與荷蘭東印度公司商務員福朗克等周旋至深夜。 夜間福建官方以六、七艘載滿火藥的帆船衝撞荷蘭東印度公司艦隊，其中木登號被燒毀、伊拉斯穆斯號順利逃脫，而商務員福朗克押送北京處死。 | 此事件之後，荷蘭東印度公司再度燒殺掠奪中國沿海諸島，直到年底，以示報復。 |
| 1623年 | 10月25日                                         | 長官雷爾生派遣利邦上尉前往大員興建堡壘。 | |
| 1624年 | 1月12日                                          | 明軍在鎮海（今白沙鄉鎮海村，荷方文獻：北面島）興建堡壘。 | 明軍在鎮海（今白沙鄉鎮海村，荷方文獻：北面島）興建堡壘。 |
| 1624年 | 3月19日                                          | 公司下令去年10月派遣至台灣築城的利邦上尉拆毀大員堡壘返回澎湖。 | 公司下令去年10月派遣至台灣築城的利邦上尉拆毀大員堡壘返回澎湖。 |
| 1624年 | 5月10日                                          | 李旦帶明朝使者親抵澎湖風櫃尾和談。雙方從和談到起草合約花了約一個月，期間皆遵守停戰協議。 | 李旦帶明朝使者親抵澎湖風櫃尾和談。雙方從和談到起草合約花了約一個月，期間皆遵守停戰協議。                                                                                                  |
| 1624年 | 6月6日                                           | 李旦離開風櫃尾。 | 李旦離開風櫃尾。 |
| 1624年 | 8月1日                                           | 明軍聚集鎮海堡壘的人數來到4,000人，船150艘。 | 明軍聚集鎮海堡壘的人數來到4,000人，船150艘。 |
| 1624年 | 8月4日                                           | 宋克接替雷爾生出任風櫃尾城指揮官。 | 宋克接替雷爾生出任風櫃尾城指揮官。 |
| 1624年 | 8月8日                                           | 李旦從大員來到風櫃尾，討論合約事宜。 | 李旦從大員來到風櫃尾，討論合約事宜。 |
| 1624年 | 8月中                                            | 明軍聚集鎮海堡壘的人數來到1萬人，船200艘，業已做好三路進攻風櫃尾城的布置。 | 明軍聚集鎮海堡壘的人數來到1萬人，船200艘，業已做好三路進攻風櫃尾城的布置。 |
| 1624年 | 8月24日                                          | 明朝和荷蘭東印度公司合約大致抵定，荷蘭東印度公司內部討論是否拆除風櫃尾城事宜。 | 明朝和荷蘭東印度公司合約大致抵定，荷蘭東印度公司內部討論是否拆除風櫃尾城事宜。 |
| 1624年 | 8月26日                                          | 開始拆除風櫃尾城。 | 開始拆除風櫃尾城。 |
| 1624年 | 8月30日                                          | 長官宋克先行前往大員，於3月拆毀的城砦原址，開始興建堡壘，即後來的熱蘭遮城。 | 長官宋克先行前往大員，於3月拆毀的城砦原址，開始興建堡壘，即後來的熱蘭遮城。 |
| 1624年 | 9月16日                                          | 風櫃尾城拆除完成，荷蘭東印度公司人員全數撤離澎湖。 | 風櫃尾城拆除完成，荷蘭東印度公司人員全數撤離澎湖。 |
| 附記   | 本表所述年份與日期若無特別標註，皆為西洋格里曆。 | 本表所述年份與日期若無特別標註，皆為西洋格里曆。 | 本表所述年份與日期若無特別標註，皆為西洋格里曆。 |

## 外部連結
- 馬公風櫃尾荷蘭城堡－臺灣大百科全書 （页面存档备份，存于）
- 台灣在地文化資產走讀：澎湖之風櫃尾荷蘭城堡 （页面存档备份，存于）

23°33′12″N 119°32′53″E / 23.553405°N 119.548187°E